# Berberys Thunberga

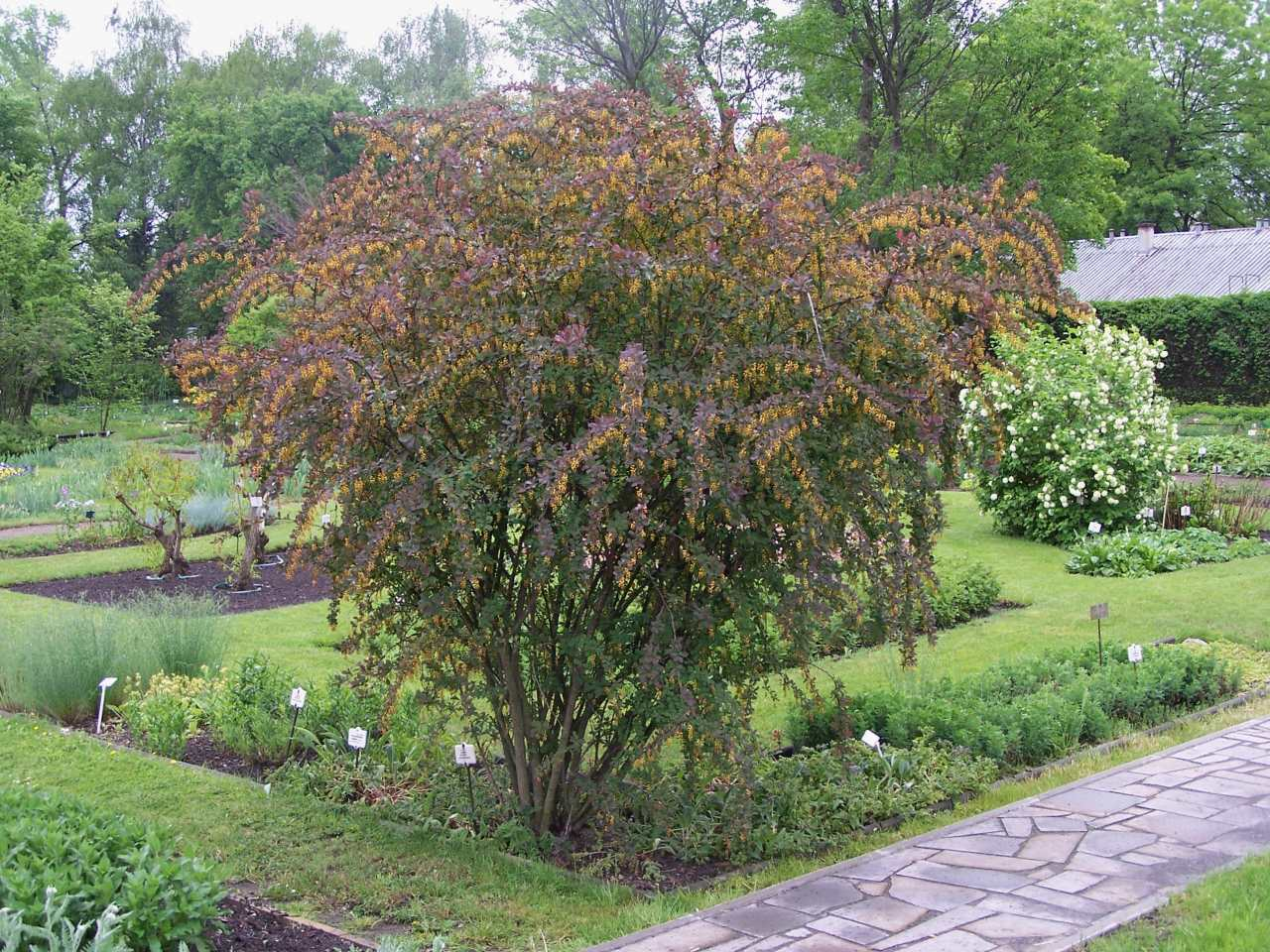
Odmiana 'Atropurpurea'

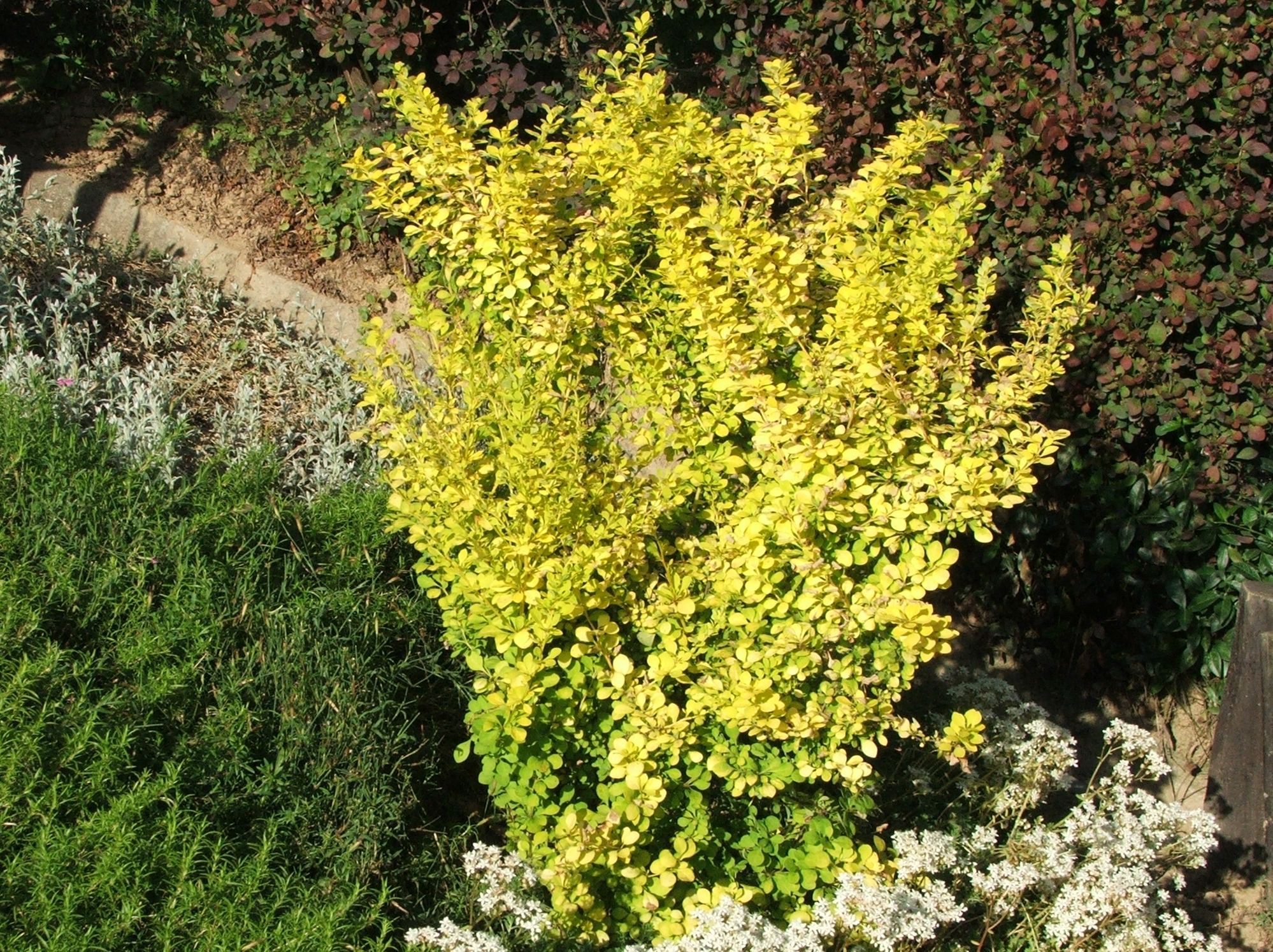
Berberys Thunberga 'Aurea'

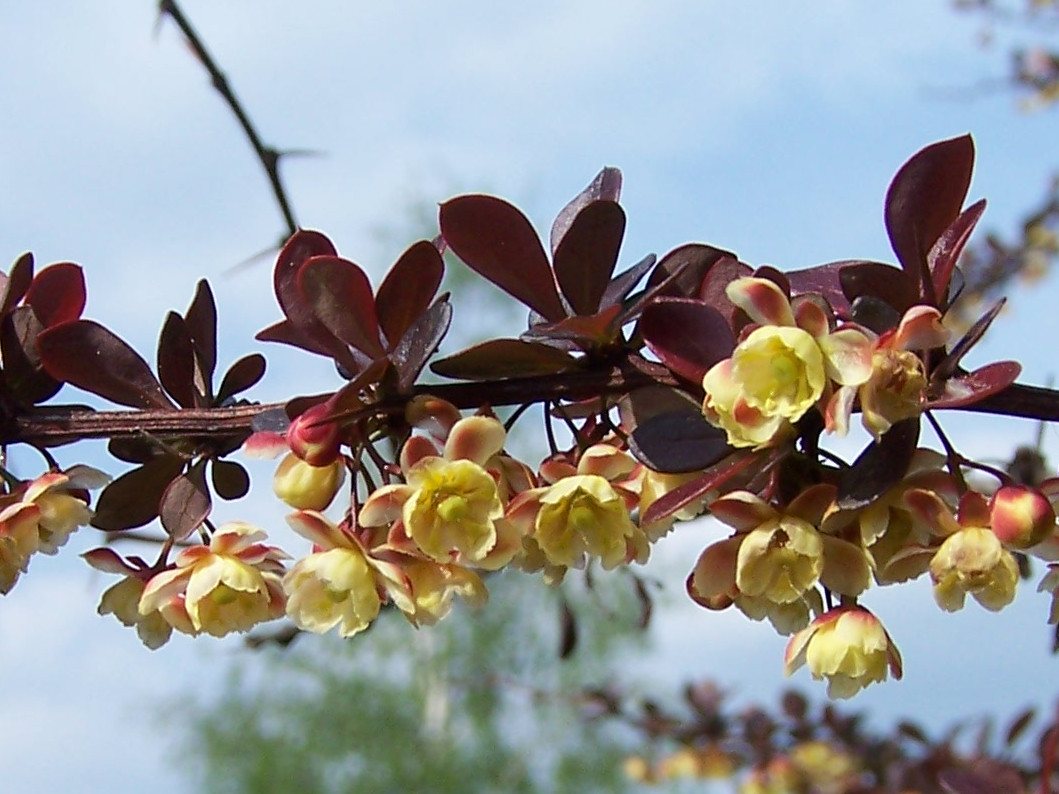
Odmiana 'Atropurpurea'

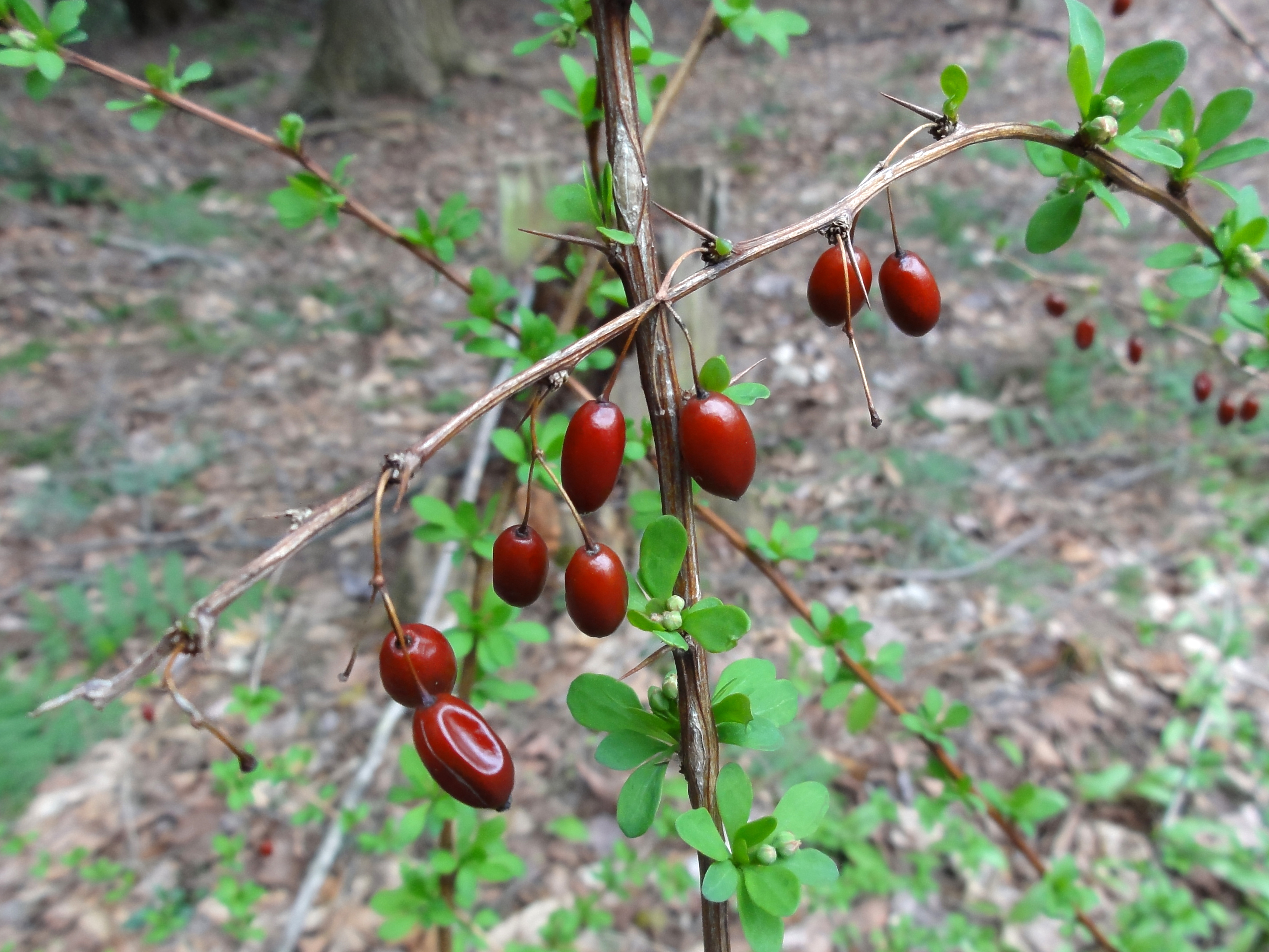
Owoce

Berberys Thunberga (Berberis thunbergii DC.) – gatunek krzewu z rodziny berberysowatych (Berberidaceae Juss.). Pochodzi z Japonii. W Polsce jest uprawiany jako roślina ozdobna w wielu odmianach. Lokalnie rośnie zdziczały z upraw i już zadomowiony (np. w rejonie Poznania i Wrocławia).

## Morfologia
PokrójSilnie rozgałęziający się, ciernisty i gęsty krzew, osiągający wysokość do 1,5 m. Ma pokrój różny u różnych odmian.
LiścieLiście całobrzegie, owalne, opadające na zimę. Zależnie od odmiany mogą mieć kolor zielony, żółty, czerwony (istnieje wiele odmian o całej gamie pośrednich kolorów). Jesienią przed opadnięciem liście przebarwiają się na różne odcienie koloru żółtego, pomarańczowego, czerwonego.
KwiatyDrobne, żółte kwiaty w baldachach, przyjemnie pachnące. Pręciki i słupki dojrzewają równocześnie. Kwiaty nie są głównym elementem ozdobnym berberysu, jednak w okresie kwitnienia roślina jest jeszcze ładniejsza. Jest owadopylny, ale może być też samopylny. Okres kwitnienia V – VI.
OwocPodłużna, jagoda o różnych odcieniach czerwonego koloru (zależnie od odmiany). Owoce mają duże walory dekoracyjne, tym bardziej, że utrzymują się na roślinie przez całą zimę. W zimie są chętnie zjadane przez ptaki.

## Zastosowanie
Roślina ozdobnaWalorami ozdobnymi berberysu Thunberga są barwne liście i owoce oraz gęsty pokrój krzewu. Bardzo dobrze wygląda w zestawieniu z drzewami i drzewami iglastymi oraz pojedynczo w ogródkach skalnych. Sadzony jest jako roślina ozdobna w ogródkach i parkach. Nadaje się także na żywopłoty, które są nie tylko gęste i efektowne, ale i bardzo trudne do sforsowania z powodu cierni.

## Uprawa
Berberys Thunberga jest bardzo odporny na mróz i nie ma specjalnych wymagań co do gleby – rośnie prawie w każdych warunkach. Jest mało wrażliwy na zasolenie gleby, dobrze znosi zanieczyszczenia powietrza. Bardzo dobrze znosi cięcie. W celu zagęszczenia krzewu konieczne jest coroczne przycinanie, co kilka lat krzew należy odmłodzić, całkowicie usuwając stare pędy. W celu uzyskania obfitego owocowania konieczne jest sadzenie koło siebie co najmniej kilku krzewów. Gatunek jest mało podatny na choroby i szkodniki.

## Zmienność
Wybrane kultywary: 
- 'Atropurpurea' – jedna z najczęściej sadzonych odmian. Pokrój kopulasty, liście purpuroczerwone. W miejscach cienistych liście są mniej ozdobne – bardziej zielone, w miejscach nasłonecznionych są intensywniej wybarwione. Rośnie wolniej od innych odmian[4].
- 'Atropurpurea Nana' – odmiana o liściach purpurowo-brązowych, jesienią przebarwiających się na kolor szkarłatny. Rośnie wolno i dorasta do ok. 60 cm, przy szerokości ok. 1 m.
- 'Aurea' – jedna z najładniejszych odmian berberysu. Ma intensywnie żółte liście, świetnie się prezentuje niemal na każdym tle. Niestety ma duże wymagania co do światła – musi rosnąć w miejscu nasłonecznionym, jednak nieco przesłoniętym, gdyż w pełnym słońcu jej liście ulegają oparzeniu. Osiąga wysokość do 1 m, jednak po długim czasie, gdyż rośnie bardzo wolno.
- 'Bagatelle' – mały krzew (do 40 cm wysokości i 60 cm szerokości), o brązowoczerwonych liściach, które jesienią przebarwiają się na kolor szkarłatny. Roślina o zwartym płaskokulistym pokroju, złożonym z ułożonych gęsto purpurobrązowych pędów. Młode, rozwijające się wiosną liście i przyrosty są koloru różowoczerwonego, jesienią liście przebarwiają się na czerwono i pomarańczowoczerwono.
- 'Bonanza Gold' – odmiana o złotożółtych liściach, podobna do „Aurea”, ale bardziej odporna na oparzenia słoneczne liści.
- 'Coronita' – ma wzniesiony pokrój i liście czerwone z kontrastującym zielonożółtym obrzeżeniem.
- 'Erecta' – odmiana o jasnozielonych liściach, przebarwiających się jesienią na purpurowo. Osiąga wysokość 1,5 m.
- 'Golden Ring' – ma ciekawe, purpurowoczerwone liście z żółtym obrzeżem.
- 'Green Carpet' – pędy długie i zwisające, korona wyrasta do wysokości 1 m, przy szerokości 1,5 m. Liście jasnozielone, przebarwiające się jesienią na kolor szkarłatny.
- 'Harlequin' – liście czerwone, nakrapiane różnokolorowymi plamkami. Wysokość krzewu do 2 m.
- 'Hellmond Pillar' – ma wzniesione pędy. Młodsze liście są ciemnoczerwone, starsze zielone.
- 'Kelleriis' – liście zielone z intensywnie białymi plamami. Wysokość krzewu do 2 m.
- 'Kobold' – liście ciemnozielone, lśniące, jesienią przebarwiają się na kolor szkarłatny. Niski krzew (do 0,5 m).
- 'Red Chief' – pędy przewieszające się, osiąga 2 m wysokości i 2 m szerokości. Liście purpurowobrązowe, jesienią stają się jaskrawoczerwone.
- 'Red Pillar' – krzew o wąskim pokroju i wyprostowanych pędach, wysokości do 1,5 m. Liście czerwone górą, na dolnej stronie zielone.
- 'Rose Glow' – rozłożysty krzew o wysokości do 2 m. Liście czerwone, nakrapiane licznymi białymi i szarymi plamkami.